# Papežský institut Jana Pavla II.
Papežský teologický institut sv. Jana Pavla II. pro vědy o manželství a rodině ((latinsky) Pontificium Institutum Theologicum pro Scientiis de Matrimonio et Familia Sancto Ioanni Paulo II, (italsky) Pontificio istituto teologico San Giovanni Paolo II per le Scienze sul matrimonio e sulla famiglia) je institut univerzitního typu zřízený římskokatolickou církví v Římě.

## Dějiny Institutu
Ustanovení nového institutu oznámil papež Jan Pavel II. na generální audienci ve středu 13. května 1981, kdy také zveřejnil své rozhodnutí o vzniku Papežské rady pro rodinu. Definitivní právní podobu dostal Institut apoštolskou konstitucí Magnum matrimonii sacramentum z října 1982. Jeho původní název zněl Papežský institut Jana Pavla II. pro studium manželství a rodiny ((latinsky) Pontificium Institutum Joannes Paulus II Studiorum Matrimonii ac Familiae, it Pontificio Istituto Giovanni Paolo II per studi su matrimonio e famiglia). Institut je veden přímo hierarchií katolické církve, jeho velkým kancléřem je Generální vikář Jeho svatosti pro diecézi Řím. Až do roku 2006 byl jeho prezidentem vždy rektor Papežské lateránské univerzity (PUL), až Benedikt XVI. dal institutu jeho autonomii i tím, že jmenoval prezidentem Mons. Livia Melinu, jinou osobu, než je rektor PUL.
Papež František prostřednictvím motu proprio Summa familiae cura, vydaného 8. září 2017 zrušil původní institut a nahradil jej novým Papežským teologickým institutem sv. Jana Pavla II. pro vědy o manželství a rodině.

## Právní podstata a poslání Institutu
Úkolem institutu je zajišťovat, "aby pravda o manželství a rodině byla zkoumána stále vědečtější metodou a aby laici, řeholníci a kněží mohli přijmout v této oblasti vědeckou formaci jak filozofickou a teologickou, tak i v oblasti věd o člověku, aby se jejich pastorační a církevní služba odvíjela vhodněji a účinněji k dobru Božího lidu."
Institut uděluje z vlastního práva následující tituly:
- Master v oblasti plodnosti a manželské sexuality
- Master v oblasti bioetiky a formace
- Diplomový kurz v oblasti pastorace rodin
- Master ve vědách o manželství a rodině
- Licenciát teologie manželství a rodiny
- Doktorát z teologie se specializací na teologii manželství a rodiny

Institut vydává vědecké periodikum Anthropotes.

## Sekce institutu
Ústřední sekce má sídlo v Římě, v budově Papežské lateránské univerzity, ale kromě toho má také šest zahraničních sekcí:
- USA: Washington D.C.
- Španělsko: Valencie, Madrid a Alcalá de Henares
- Mexiko: Ciudad de México, Guadalajara a Monterrey
- Brazílie: Salvador de Bahía
- Benin: Cotonou
- Indie: Changanassery, Kérala

Mimoto je institut také přítomen prostřednictvím přidruženého centra:
- Austrálie: Melbourne
- Korea: Inčchon
- Libanon: Bejrút

Každá z mezinárodních sekcí je vedena vicekancléřem, jímž je biskup diecéze, ve které má daná sekce sídlo, a vlastním viceprezidentem, jmenovaným z řádných profesorů.

## Seznam prezidentů Papežského institutu Jana Pavla II. pro studium manželství a rodiny
- Carlo Caffarra (1981–1995)
- Angelo Scola (1995–2002)
- Salvatore Fisichella (2002–2006)
- Livio Melina (2006–2016)
- Pierangelo Sequeri (od 2016)